# Operador (física)
Em física, um operador é uma função atuando sobre o espaço de estados físicos. Como resultado desta aplicação sobre um estado físico, outro estado físico é obtido, muito frequentemente conjuntamente com alguma informação extra relevante.
O mais simples exemplo da utilidade de operadores é o estudo da simetria. Por causa disto, eles são ferramentas muito úteis em mecânica clássica. Em mecânica quântica, por outro lado, eles são uma parte intrínseca da formulação da teoria.

### Tabela de operadores QM
Os operadores usados na mecânica quântica são coletados na tabela abaixo (veja por exemplo,). Os vetores em negrito com circunflexos não são vetores unitários, são operadores de 3 vetores; todos os três componentes espaciais tomados em conjunto.
| Operador                                | Componente cartesiano | Definição geral | unidade SI    | Dimensão       |
| --------------------------------------- | --- | --- | ------------- | -------------- |
| Posição                                 | {\displaystyle {\begin{aligned}{\hat {x}}&=x,&{\hat {y}}&=y,&{\hat {z}}&=z\end{aligned}}} | {\displaystyle \mathbf {\hat {r}} =\mathbf {r} \,\!} | m             | [L]            |
| Momento                                 | Geral {\displaystyle {\begin{aligned}{\hat {p}}_{x}&=-i\hbar {\frac {\partial }{\partial x}},&{\hat {p}}_{y}&=-i\hbar {\frac {\partial }{\partial y}},&{\hat {p}}_{z}&=-i\hbar {\frac {\partial }{\partial z}}\end{aligned}}} | Geral {\displaystyle \mathbf {\hat {p}} =-i\hbar \nabla \,\!} | J s m−1 = N s | [M] [L] [T]−1  |
| Momento                                 | Campo eletromagnetico {\displaystyle {\begin{aligned}{\hat {p}}_{x}=-i\hbar {\frac {\partial }{\partial x}}-qA_{x}\\{\hat {p}}_{y}=-i\hbar {\frac {\partial }{\partial y}}-qA_{y}\\{\hat {p}}_{z}=-i\hbar {\frac {\partial }{\partial z}}-qA_{z}\end{aligned}}} | Campo eletromagnetico (usa momento cinético; A, potencial vetorial) {\displaystyle {\begin{aligned}\mathbf {\hat {p}} &=\mathbf {\hat {P}} -q\mathbf {A} \\&=-i\hbar \nabla -q\mathbf {A} \\\end{aligned}}\,\!} | J s m−1 = N s | [M] [L] [T]−1  |
| Energia cinética                        | Translação {\displaystyle {\begin{aligned}{\hat {T}}_{x}&=-{\frac {\hbar ^{2}}{2m}}{\frac {\partial ^{2}}{\partial x^{2}}}\\[2pt]{\hat {T}}_{y}&=-{\frac {\hbar ^{2}}{2m}}{\frac {\partial ^{2}}{\partial y^{2}}}\\[2pt]{\hat {T}}_{z}&=-{\frac {\hbar ^{2}}{2m}}{\frac {\partial ^{2}}{\partial z^{2}}}\\\end{aligned}}} | {\displaystyle {\begin{aligned}{\hat {T}}&={\frac {1}{2m}}\mathbf {\hat {p}} \cdot \mathbf {\hat {p}} \\&={\frac {1}{2m}}(-i\hbar \nabla )\cdot (-i\hbar \nabla )\\&={\frac {-\hbar ^{2}}{2m}}\nabla ^{2}\end{aligned}}\,\!}                                                                                         | J             | [M] [L]2 [T]−2 |
| Energia cinética                        | Campo eletromagnetico {\displaystyle {\begin{aligned}{\hat {T}}_{x}&={\frac {1}{2m}}\left(-i\hbar {\frac {\partial }{\partial x}}-qA_{x}\right)^{2}\\{\hat {T}}_{y}&={\frac {1}{2m}}\left(-i\hbar {\frac {\partial }{\partial y}}-qA_{y}\right)^{2}\\{\hat {T}}_{z}&={\frac {1}{2m}}\left(-i\hbar {\frac {\partial }{\partial z}}-qA_{z}\right)^{2}\end{aligned}}\,\!}                                                                             | Campo eletromagnetico (A, potencial vetorial) {\displaystyle {\begin{aligned}{\hat {T}}&={\frac {1}{2m}}\mathbf {\hat {p}} \cdot \mathbf {\hat {p}} \\&={\frac {1}{2m}}(-i\hbar \nabla -q\mathbf {A} )\cdot (-i\hbar \nabla -q\mathbf {A} )\\&={\frac {1}{2m}}(-i\hbar \nabla -q\mathbf {A} )^{2}\end{aligned}}\,\!} | J             | [M] [L]2 [T]−2 |
| Energia cinética                        | Rotação (I, momento de inércia) {\displaystyle {\begin{aligned}{\hat {T}}_{xx}&={\frac {{\hat {J}}_{x}^{2}}{2I_{xx}}}\\{\hat {T}}_{yy}&={\frac {{\hat {J}}_{y}^{2}}{2I_{yy}}}\\{\hat {T}}_{zz}&={\frac {{\hat {J}}_{z}^{2}}{2I_{zz}}}\\\end{aligned}}\,\!} | Rotação[4] {\displaystyle {\hat {T}}={\frac {\mathbf {\hat {J}} \cdot \mathbf {\hat {J}} }{2I}}\,\!} | J             | [M] [L]2 [T]−2 |
| Energia potencial                       | não aplicável | {\displaystyle {\hat {V}}=V\left(\mathbf {r} ,t\right)=V\,\!} | J             | [M] [L]2 [T]−2 |
| Energia total                           | não aplicável | Potencial dependente do tempo: {\displaystyle {\hat {E}}=i\hbar {\frac {\partial }{\partial t}}\,\!} Independente do tempo: {\displaystyle {\hat {E}}=E\,\!} | J             | [M] [L]2 [T]−2 |
| Hamiltoniano                            | | {\displaystyle {\begin{aligned}{\hat {H}}&={\hat {T}}+{\hat {V}}\\&={\frac {1}{2m}}\mathbf {\hat {p}} \cdot \mathbf {\hat {p}} +V\\&={\frac {1}{2m}}{\hat {p}}^{2}+V\\\end{aligned}}\,\!} | J             | [M] [L]2 [T]−2 |
| Operador de momento angular             | {\displaystyle {\begin{aligned}{\hat {L}}_{x}&=-i\hbar \left(y{\partial \over \partial z}-z{\partial \over \partial y}\right)\\{\hat {L}}_{y}&=-i\hbar \left(z{\partial \over \partial x}-x{\partial \over \partial z}\right)\\{\hat {L}}_{z}&=-i\hbar \left(x{\partial \over \partial y}-y{\partial \over \partial x}\right)\end{aligned}}} | {\displaystyle \mathbf {\hat {L}} =\mathbf {r} \times -i\hbar \nabla } | J s = N s m   | [M] [L]2 [T]−1 |
| Momento angular de Spin                 | {\displaystyle {\begin{aligned}{\hat {S}}_{x}&={\hbar \over 2}\sigma _{x}&{\hat {S}}_{y}&={\hbar \over 2}\sigma _{y}&{\hat {S}}_{z}&={\hbar \over 2}\sigma _{z}\end{aligned}}} where {\displaystyle {\begin{aligned}\sigma _{x}&={\begin{pmatrix}0&1\\1&0\end{pmatrix}}\\\sigma _{y}&={\begin{pmatrix}0&-i\\i&0\end{pmatrix}}\\\sigma _{z}&={\begin{pmatrix}1&0\\0&-1\end{pmatrix}}\end{aligned}}} são as matrizes de Pauli para partículas spin-½ | {\displaystyle \mathbf {\hat {S}} ={\hbar \over 2}{\boldsymbol {\sigma }}\,\!} onde σ é o vetor cujas componentes são as matrizes de Pauli. | J s = N s m   | [M] [L]2 [T]−1 |
| Momento angular total                   | {\displaystyle {\begin{aligned}{\hat {J}}_{x}&={\hat {L}}_{x}+{\hat {S}}_{x}\\{\hat {J}}_{y}&={\hat {L}}_{y}+{\hat {S}}_{y}\\{\hat {J}}_{z}&={\hat {L}}_{z}+{\hat {S}}_{z}\end{aligned}}} | {\displaystyle {\begin{aligned}\mathbf {\hat {J}} &=\mathbf {\hat {L}} +\mathbf {\hat {S}} \\&=-i\hbar \mathbf {r} \times \nabla +{\frac {\hbar }{2}}{\boldsymbol {\sigma }}\end{aligned}}} | J s = N s m   | [M] [L]2 [T]−1 |
| Momento dipolar de transição (elétrico) | {\displaystyle {\begin{aligned}{\hat {d}}_{x}&=q{\hat {x}},&{\hat {d}}_{y}&=q{\hat {y}},&{\hat {d}}_{z}&=q{\hat {z}}\end{aligned}}} | {\displaystyle \mathbf {\hat {d}} =q\mathbf {\hat {r}} } | C m           | [I] [T] [L]    |